# Cannaphila insularis
Cannaphila insularis är en trollsländeart. Cannaphila insularis ingår i släktet Cannaphila och familjen segeltrollsländor.

## Underarter
Arten delas in i följande underarter:
- C. i. funerea
- C. i. insularis